# Estadio Olímpico Ignacio Zaragoza
El Estadio Olímpico Ignacio Zaragoza es un estadio multiusos ubicado en la ciudad de Puebla; enclavado en la zona cívica 5 de mayo, al pie del cerro de Loreto sede de la famosa Batalla del 5 de mayo.

## Historia
Con motivo de la olimpiada nacional 1952 en Puebla, con anticipación se edificó este nuevo estadio con un fin multifuncional de 22 mil espectadores que fue inaugurado por el entonces gobernador de Puebla, Carlos I. Betancourt para albergar tales eventos. El primer deporte oficial que albergó fue el béisbol donde los Pericos de Puebla utilizaron este estadio 1952 a 1972; pero en 1964 con motivo del retorno de Puebla FC al fútbol profesional utilizó el estadio por 4 años jugando entonces en Segunda División. Tras el traspaso de ambos clubes profesionales a nuevos estadios, en la década de 1970 el estadio quedó en un abandono sustancial. Se ocupaba para realizar eventos políticos, religiosos, conciertos.
El más famoso concierto fue el que albergó en 1981 cuando la banda británica Queen se presentó 2 veces en octubre de aquel año. Tras ese evento no tuvo mayor función que la antes descrita, incluso la Liga de Béisbol Zaragoza amateur no lo utilizaba dado que las autoridades hacían un cobro. En los años 90 albergó algunos equipos de Tercera y Segunda División, pero en 1999 volvió al fútbol de ascenso cuando por 2 años los extintos Lobos UAP lo ocuparon.
En la actualidad el estadio luego de décadas de abandono total, el gobierno de Puebla en 2012 comenzó una remodelación con intención de convertirlo en un Centro de alto rendimiento como parte del programa "Juventud Puebla", en área de paseo y recreo, además de darle usos para conciertos y eventos incluso a nivel mundial. Los trabajos aún continúan a la espera que el gobierno concluya las obras satisfactoriamente.